# Guerlain Chicherit

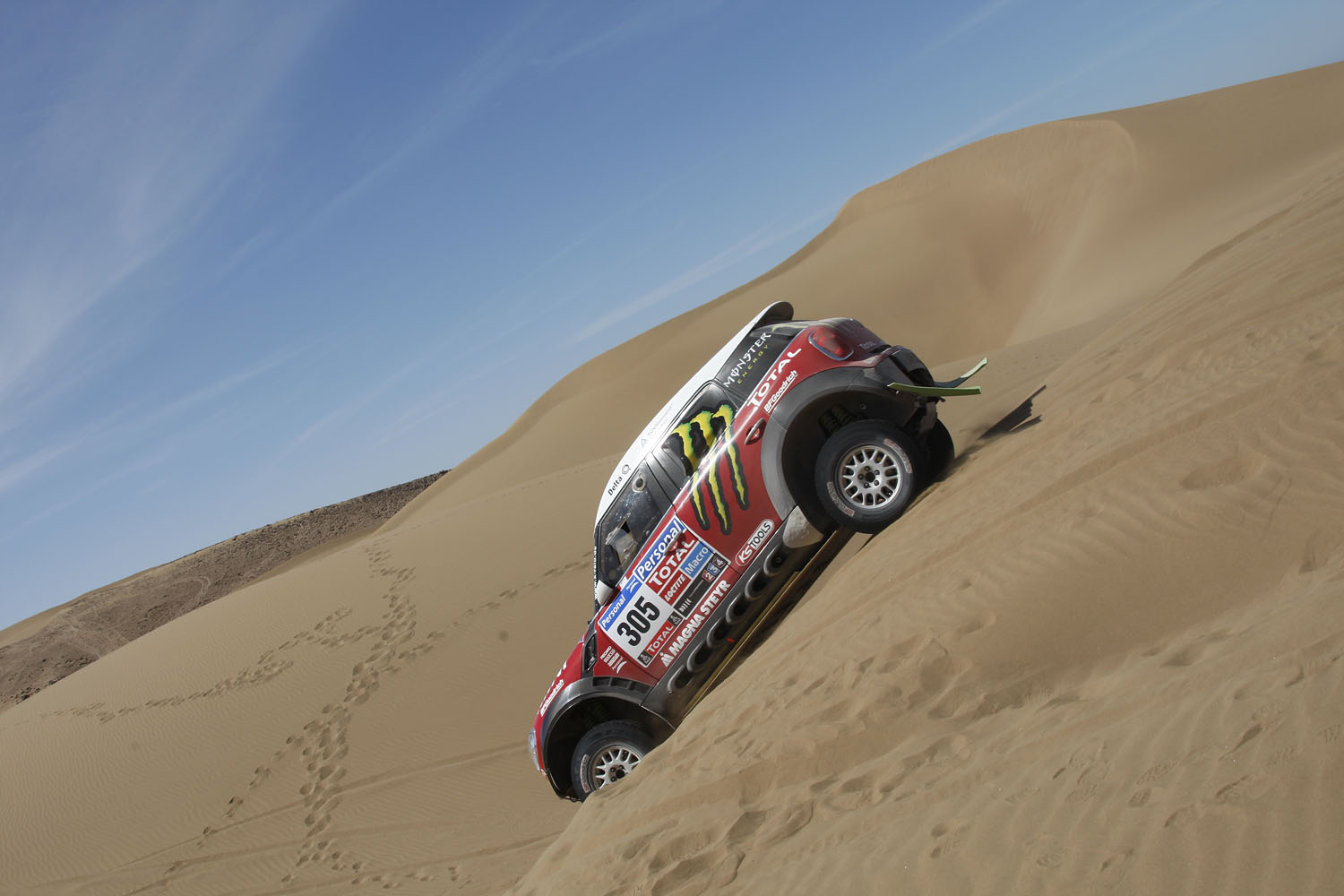
Chicherit 2011

Guerlain Chicherit (* 20. Mai 1978 in Paris) ist ein französischer Extremskifahrer und Rallyefahrer.
Chicherit wurde Ski-Freeride-Weltmeister in den Jahren 1999, 2002, 2006 und 2007. 2002 stieg er in den Rallyesport ein und wurde 2002 und 2003 auf einem Citroën Saxo Französischer Rallye-Meister. 2004 erhielt er einen Werksvertrag von Citroën und nahm an der Rallye-Weltmeisterschaft teil. Nachdem er 2005 die „Dakar Challenge 2005“ gewonnen hatte, wurde er vom X-Raid-Team verpflichtet und nimmt seitdem an Marathonrallyes teil. Er bestritt 2006 im BMW X3 seine erste Rallye Dakar und beendete diese als Neunter. Dabei konnte er eine Etappe für sich entscheiden. Außerdem wurde er bei der UAE Desert Challenge Sechster. 2007 konnte er das Ziel bei der Rallye Dakar nicht erreichen. Bei der Rallye Marokko wurde er 14. Die Rallye Dakar 2009 beendete er mit Copilot Matthieu Baumel als Neunter in der Gesamtwertung. Sein bestes Etappenergebnis war ein dritter Platz.
2009 konnte er nach dem 9. Platz bei der Dakar in Argentinien und Chile, einen 3. Platz bei der OiLybia Rally einfahren. Mit einem Sieg bei der Abu Dhabi Desert Challenge und auch bei der Transiberco hat sich Guerlain den FIA World Cup for Cross Country Rallies 2009 holen können.